# Zahra Shahid Hussain
Zahra Shahid Hussain (1953 - Karachi, 18 de mayo de 2013) comúnmente conocida como Zara Apa, fue una activista política pakistaní, profesora y vicepresidenta de Pakistán Tehreek-e-Insaf de Imran Khan en Sindh. Ella anteriormente había servido como presidenta del ala femenina del partido en Sindh, y fue miembro del comité ejecutivo central del partido.
El 18 de mayo de 2013, fue asesinada frente a su casa en el barrio de la Defence Housing Authority en Karachi.
Según la policía, fue emboscada por dos personas en una motocicleta. Su asesinato se produjo en la víspera de una parcial altamente controvertida repetición de las elecciones generales. Según un testigo, "Los agresores abrieron fuego... tan pronto como llegó a la puerta de su residencia. Aparentemente estaban allí para dirigirse únicamente a ella". Un testigo dijo que había entregado a los atacantes sus cosas, pero aun así le dispararon. El líder del PTI Imran Khan culpó de su asesinato a Altaf Hussain, líder con sede en Londres del partido dominante MQM de Karachi.
Días antes, un jefe del MQM utilizó un lenguaje amenazante diciendo que sus trabajadores del partido enseñarían una lección a los manifestantes (del PTI) en Teen Talwar si él ordenara que lo hicieran. También amenazó con hacer daño a los que conspiraran contra el MQM.